# Noomaraa
Noomaraa is een van de bewoonde eilanden van het Shaviyani-atol behorende tot de Maldiven.

## Demografie
Noomaraa telt (stand maart 2007) 299 vrouwen en 315 mannen.